# Vjatsjeslav Konstantinovitsj van Rusland

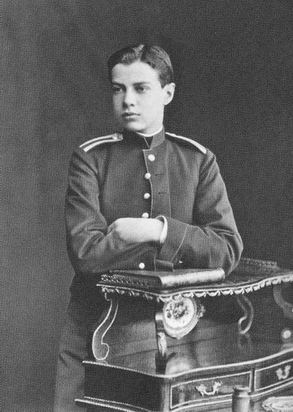
Grootvorst Vjatsjeslav Konstantinovitsj van Rusland

Grootvorst Vjatsjeslav Konstantinovitsj van Rusland (Russisch: Вячеслав Константинович) (Sint-Petersburg, 13 juli 1862 - aldaar, 27 februari 1879), was een Russische grootvorst en een telg uit het huis Romanov. Hij was de jongste zoon van grootvorst Constantijn Nikolajevitsj van Rusland en grootvorstin Alexandra van Saksen-Altenburg, die in Rusland bekendstond onder haar Russische naam: Alexandra Josipovna. 
Zijn grootouders aan vaderskant waren: tsaar Nicolaas I van Rusland en tsarina Alexandra Fjodorovna. Eigenlijk was de naam van tsarina Alexandra: Charlotte van Pruisen. De oudste dochter van koning Frederik Willem III van Pruisen en koningin Louise van Mecklenburg-Strelitz. Zijn grootouders aan moederskant waren: hertog Jozef van Saksen-Altenburg en hertogin Amelie van Württemberg. 
Grootvorst Vjatsjeslav, die de bijnaam Slava had, was het nakomertje van de familie en de grote favoriet. Hij was een lange jongen en stond bekend om zijn grappen. Plotseling stierf Vjatsjeslav op 27 februari 1879 op 16-jarige leeftijd. Zijn ouders waren zeer geschokt door zijn dood.
Rond zijn dood waren er nog meer sterfgevallen in de Romanov familie. Tsarina Maria Alexandrovna stierf op 8 juni 1880. En tsaar Alexander II stierf op 13 maart het jaar daarop.